# Witka Kowner
Witka Kowner, z domu Kampner (ur. 14 marca 1920 w Kaliszu, zm. 15 lutego 2012 w kibucu En ha-Choresz) – żydowska działaczka ruchu oporu podczas II wojny światowej.

## Życiorys
Urodziła się w Kaliszu w rodzinie żydowskiej. Po ukończeniu nauki w gimnazjum studiowała na Uniwersytecie Warszawskim. Była członkiem organizacji Awuka (z hebr. Pochodnia) – organizacji studentów, członków Ha-Szomer Ha-Cair. 
Zaraz po wybuchu II wojny światowej wyjechała z przedstawicielami Ha-Szomer Ha-Cair do okupowanego przez ZSRR Wilna, gdzie była członkiem komunistycznego sekretariatu okręgowego. Po wkroczeniu Niemców do miasta działała w podziemnej organizacji PRO. Początkowo przebywała w getcie wileńskim, następnie uciekła do lasu. Walczyła w partyzantce przeciw Niemcom jako dowódca jednostki wywiadu (PLSR) w batalionie „Zemsta”, którym dowodził Aba Kowner – jej późniejszy mąż. Po zakończeniu wojny oboje wyjechali do Izraela i osiedli w kibucu En ha-Choresz, gdzie mieszkała do śmierci. Po wojnie była także członkiem oddziału Mścicieli, jeździła i tropiła nazistów, a następnie wykonywała na nich wyroki.